# Bulgarische Eishockeyliga 2007/08
Die Saison 2007/08 war die 56. Spielzeit der bulgarischen Eishockeyliga, der höchsten bulgarischen Eishockeyspielklasse. Meister wurde zum insgesamt 17. Mal in der Vereinsgeschichte der HK Slawia Sofia.

## Modus
In der Hauptrunde absolvierte jede der vier Mannschaften insgesamt drei Spiele. Der Erstplatzierte der Hauptrunde wurde Meister. Für einen Sieg erhielt jede Mannschaft zwei Punkte, bei einem Unentschieden gab es einen Punkt und bei einer Niederlage null Punkte.

## Hauptrunde
|    | Klub             | Sp | S | U | N | Tore  | Punkte |
| -- | ---------------- | -- | - | - | - | ----- | ------ |
| 1. | HK Slawia Sofia  | 3  | 3 | 0 | 0 | 31:4  | 6      |
| 2. | HK ZSKA Sofia    | 3  | 2 | 0 | 1 | 22:10 | 4      |
| 3. | HK Lewski Sofia  | 3  | 1 | 0 | 2 | 12:21 | 2      |
| 4. | HK Spartak Sofia | 3  | 0 | 0 | 3 | 10:40 | 0      |

Sp = Spiele, S = Siege, U = unentschieden, N = Niederlagen, OTS = Overtime-Siege, OTN = Overtime-Niederlage, SOS = Penalty-Siege, SON = Penalty-Niederlage

## Auszeichnungen
Zum besten Torhüter der Saison wurde Konstantin Michailow von Slawia Sofia gewählt. Bester Verteidiger war Andrei Watschkow, der ebenfalls für den Meister spielte. Als bester Stürmer wurde Peter Hadjitonew vom Vizemeister ZSKA Sofia ausgezeichnet. Topscorer der Liga war Martin Milanow, auch er spielte für den HK Slawia.